# Asii Chemnitzová Narupová
Asii Chemnitzová Narupová (nepřechýleně Chemnitz Narup; * 27. června 1954 Nuuk) je grónská politička za stranu Inuit Ataqatigiit a bývalá ministryně financí a vnitra Grónska.

## Životopis

### Mládí a studia
Asii Chemnitzová Narupová se narodila 27. června 1954 v Nuuku jako dcera Kaje Magnuse Narupa a Margrethe Marie Tabey Chemnitzové. Vyučila se sociální pracovnicí. Do roku 1989 studovala kulturní a sociální vědy na Grónské univerzitě a poté pracovala v nejrůznějších sociálních oblastech. V letech 1981–1986 pracovala v krizovém centru pro ženy v Nuuku (Nuummi Arnat Suleqatigiit), které spoluzakládala. V roce 1986 byla předsedkyní Rady pro alkohol v Grónsku. V letech 1993–1997 byla členkou školského výboru Ukaliusap Atuarfia v Nuuku. Působila v řadě dalších výborů a nadací a v 90. letech 20. století napsala několik společenskovědních publikací a učebnic.

### Politická kariéra

#### Vláda Hanse Enoksena
Asii Chemnitzová Narupová kandidovala v parlamentních volbách v roce 1991 jako první zástupkyně za Nukakuluka Kreutzmanna. V letech 1992 až 1993 zasedala v Radě města Nuuk.
Poprvé byla zvolena v parlamentních volbách v roce 1999. Ve volbách v roce 2002 svůj mandát obhájila a v prosinci 2002 byla jmenována ministryní pro rodinu a zdraví v první Enoksenově vládě. Koalice se však rozpadla po pouhém měsíci v lednu 2003. V září 2003 se vrátila na své ministerstvo ve třetí Enoksenově vládě. V dubnu 2005 se vzdala ministerstva pro rodinu ve prospěch Tommyho Marø. V parlamentních volbách v roce 2005 byla znovu zvolena a jmenována ministryní zdravotnictví a životního prostředí v čtvrté Enoksenově vládě. V listopadu 2006 dobrovolně odstoupila. V roce 2007 byla jmenována místopředsedkyní strany Inuit Ataqatigiit.

#### Komunální politika
V komunálních volbách v roce 2008 byla zvolena starostkou kraje Sermersooq, a proto v parlamentních volbách v roce 2009 již nekandidovala. V komunálních volbách v letech 2013 a 2017 mandát obhájila. V květnu 2019 odvysílal Danmarks Radio dokument o zneužívání dětí v Tasiilaqu, což vyvolalo politickou debatu a nakonec vedlo k tomu, že Demokraté začátkem června kvůli nespokojenosti se starostkou rozpustili desetiletou koalici s Inuit Ataqatigiit v Sermersooqu. Asii již dříve kritizovala Demokraty za to, že nadále podporuje menšinovou vládu Kima Kielsena. Dne 11. června Asii Chemnitzová Narupová rezignovala na funkci starostky. Její nástupkyní byla zvolena Charlotte Ludvigsenová.

#### Vláda Múte Egedeho
V parlamentních volbách v roce 2021 se vrátila do politiky a byla zvolena do Grónského parlamentu. Následně byla jmenována ministryní financí a vnitra v Egedeho vládě. Ve svých necelých 67 letech byla nejstarší osobou, která kdy v Grónsku zastávala ministerskou funkci.
V říjnu 2021 dostala městská rada za úkol prověřit zákonnost postupu, kterým kraj Sermersooq pořizoval byty v období, kdy byla starostkou Asii. Kraj si kvůli velkému nedostatku bytů v Nuuku pronajal asi 300 soukromých bytů a pronajímal je za nižší ceny než obecní byty, čímž vznikaly finanční ztráty. Začátkem listopadu došla dozorčí rada k závěru, že tato metoda je nezákonná a neměla by se dále používat. Siumut poté požadoval její rezignaci na funkci ministryně financí a vnitra. Následně 21. listopadu požadovali Demokraté také rezignaci Charlotte Ludvigsenové, protože v tomto modelu pokračovala. Odmítla to však s odůvodněním, že tato metoda je levnější než výstavba nových bytů. Dne 23. listopadu 2021 Asii Chemnitzová Narupová rezignovala na funkci ministryně, aby neohrozila pověst vlády. Její resorty převzala Naaja Nathanielsenová a Mimi Karlsenová.
Po svém vládním působení do svého poslaneckého křesla. Dne 23. září 2024 dobrovolně rezignovala na poslanecké křeslo a oznámila, že ve věku 70 let ukončí politickou kariéru.

## Rodina
Asii Chemnitzová Narupová je dcerou Dána Kaje Magnuse Narupa (1926–1997) a Gróňanky Margrethe Marie Tabey Chemnitzové (1930–?). Její otec byl obchodníkem v Grónsku a jako jeden z mála Dánů zasedal v Grónské zemské radě. Z otcovy strany je sestřenicí herce Martina Miehe-Renarda (*1956). Její matka pochází z významného grónského rodu Chemnitzů. Mezi sourozence její matky patří bojovnice za práva žen Guldborg Chemnitzová (1919–2003), divadelní režisér Jørgen Chemnitz (1923–2001) a politik Lars Chemnitz (1925–2006). Aktivistka za práva žen Gudrun Chemnitzová (1928-2004) byla její teta. Prarodiči z matčiny strany byli zemský rada Jørgen Chemnitz (1890–1956) a bojovnice za práva žen Kathrine Chemnitzová (1894–1978).